# حسنلو (شاهين دج)
حسنلو هي قرية في مقاطعة شاهين دج، إيران. عدد سكان هذه القرية هو 506 في سنة 2006.